# 鬼平犯科帳スペシャル 高萩の捨五郎
『鬼平犯科帳スペシャル 高萩の捨五郎』（おにへいはんかちょうスペシャル たかはぎのすてごろう）は、フジテレビ系列で2010年6月18日に放送された時代劇ドラマ（単発）。池波正太郎原作の時代劇シリーズ『鬼平犯科帳』のスペシャル版。視聴率13.9%。

## 概要
本作は、二代目中村吉右衛門主演のテレビ時代劇『鬼平犯科帳』のテレビ第2シリーズの第10話「盗賊二筋道」と第3シリーズの第8話「妙義の團右衛門」のリメイク作品にあたる。

## キャスト
- 長谷川平蔵 - 二代目中村吉右衛門
- 久栄 - 多岐川裕美
- 酒井祐助 - 勝野洋
- 木村忠吾 - 尾美としのり
- 村松忠之進 - 沼田爆
- 三井忠次郎 - 中村吉之助
- 竹内孫四郎 - 中村吉三郎
- 山崎国之進 - 中村吉五郎
- 小柳安五郎 - 谷口高史
- 田島 - 中村吉六
- 望月 - 中村吉二郎
- 小林金弥 - 三代目中村歌昇
- 小房の粂八 - 蟹江敬三
- 伊三次 - 三浦浩一
- 大滝の五郎蔵 - 綿引勝彦
- 三次郎 - 藤巻潤
- おとき - 江戸家まねき猫
- 相模の彦十 - 長門裕之
- おまさ - 梶芽衣子
- 高萩の捨五郎 - 塩見三省
- 八重 - 遠野なぎこ
- 籠滝の太次郎 - 若松武史
- お兼 - 北原佐和子
- 鳥居松の伝吉 - 春田純一
- 清水三弥 - 大柴隼人
- 辰造 - 青山勝
- 戸田伊織 - 石井英明
- 辰造の女房 - 泉知奈津
- 沼田大七 - 多田頼満
- 垣内 - 岡山和之
- 杉村 - 中島多朗
- 竹造 - 火野正平
- 妙義の團右衛門 - 津川雅彦

## スタッフ
- 企画 - 能村庸一（フジテレビ）、武田功（松竹）
- プロデューサー - 保原賢一郎（フジテレビ）、成河広明（フジテレビ）、佐生哲雄（松竹）、足立弘平（松竹）
- 原作 - 池波正太郎　「高萩の捨五郎」「妙義の團右衛門」（文春文庫刊）
- 脚本 - 金子成人
- 音楽 - 津島利章
- 監修 - 小野田嘉幹
- 美術監修 - 西岡善信
- 料理指導 - 近藤文夫
- テーマ音楽 - インスピレイション / ジプシー・キングス
- ナレーター - 能村太郎
- 監督 - 斎藤光正
- 制作 - フジテレビ、松竹